# 捉贼特别工作小组
捉賊特別工作小組（英語：Task Force KleptoCapture）是美國司法部的一個單位，成立於2022年3月，旨在對俄羅斯寡頭（即「竊盜統治者」）實施制裁，作為對俄羅斯入侵烏克蘭的回應。

## 背景
喬·拜登總統在2022年国情咨文中宣布了這一努力。這個小組專門針對俄羅斯寡頭。該小組由來自聯邦調查局、美國法警局、國家稅務局、美國郵政檢查局、美國移民及海關執法局、美國特勤局的官員組成。 該工作組的主要目標是對這些俄羅斯個人實施制裁，以凍結和扣押美國政府聲稱是他們非法參與俄羅斯政府和入侵烏克蘭的所獲收益的資產。

## 外部連結
- 官方网站